# Pro Calcio San Giorgio Fois 1938-1939
Questa pagina raccoglie le informazioni riguardanti la Pro Calcio San Giorgio Fois nelle competizioni ufficiali della stagione 1938-1939.

## Rosa
| N. |                   | Ruolo | Calciatore         |
| -- | ----------------- | ----- | ------------------ |
|    | Italia (bandiera) |       | Antonio Badas      |
|    | Italia (bandiera) | C     | Adolfo Chiti       |
|    | Italia (bandiera) |       | Arturo Contini     |
|    | Italia (bandiera) |       | Mario Fiori        |
|    | Italia (bandiera) |       | Camillo Foscoliano |
|    | Italia (bandiera) | P     | Francesco Gagliega |
|    | Italia (bandiera) | P     | Mario Galli        |
|    | Italia (bandiera) |       | Dario Idili        |
|    | Italia (bandiera) |       | Renzo Lai          |
|    | Italia (bandiera) |       | Salvatore Maccis   |

| N. |                   | Ruolo | Calciatore       |
| -- | ----------------- | ----- | ---------------- |
|    | Italia (bandiera) |       | Mario Melis      |
|    | Italia (bandiera) |       | Pilleddu         |
|    | Italia (bandiera) |       | Lazzaro Pilloni  |
|    | Italia (bandiera) |       | Aldo Pinna       |
|    | Italia (bandiera) |       | Spartaco Piras   |
|    | Italia (bandiera) |       | Piuma            |
|    | Italia (bandiera) |       | Adolfo Pusceddu  |
|    | Italia (bandiera) | A     | Renato Raccis    |
|    | Italia (bandiera) |       | Ubaldo Ravenna   |
|    | Italia (bandiera) |       | Salvatore Secchi |